# 공사 (공기업)
공사(公社)는 민주성과 능률성이라는 양대 이념을 동시에 추구하기 위해 생겨난 제도이다. 즉 정부기업의 관료제화와 주식회사형의 복잡성을 피해서 운영의 독창성 내지 자주성을 살리고 공공성과 기업성을 조화시키는 데 목적이 있으며 영·미형의 공기업이다.
그 특징은 다음과 같다.
1. 특별법에 의하여 설치된다. 따라서 상법의 적용이 배제되므로 공사의 운영은 정부투자기관관리기본법에 의해 이루어진다.
2. 전액 정부투자기관이다. 따라서 주식과 주주가 없다.
3. 정부가 운영의 최종적 책임을 진다.
4. 정부가 임명하는 임원이 회사를 운영한다.
5. 독립된 법인격을 갖는다.
6. 일반행정기관에 적용되는 예산회계에 관한 법령의 적용을 받지 않으며, 독립채산제도에 의해 운영된다.
7. 직원은 공무원이 아니다.
8. 정책결정기관으로 이사회가 있으며 집행기관은 사장이다.

## 같이 보기
- 공기업
- 공공기업체